# Teatre Art i Joia
El teatre Art i Joia es un teatre i sala polivalent construït a principis del segle XX a Cadaqués, Alt Empordà. L'edifici, amb una sala de teatre i cinema amb 144 seients de capacitat, està vinculat històricament a la vida social i cultural de Cadaqués.
Als seus inicis va acollir una societat recreativa i es va tancar durant la guerra civil. Després es va reobrir com a cinema i sala de festes o teatre. El 1988, l'exsecretari de Dalí, Peter Moore, i la seva dona, Catherine Perrot, van obrir-lo com a Centre d'Art Perrot Moore, vinculat al pintor Salvador Dalí i creant un museu dalinià, Però fou tancat el 1999 quan la policia va confiscar-hi 6.000 litografies. L'any 2005, l'Ajuntament de Cadaqués, amb l'ajut de la Diputació de Girona, va adquirir l'edifici i el va recuperar com a centre cultural de Cadaqués.
Eliseu Meifrèn va pintar el teló de mida gran de l'escenari del teatre que reprodueix una visió nocturna de Cadaqués. Quan va tancar com a cinema i sala d'espectacles va ser adquirit per Dalí i es troba a la sala Palau del Vent del Teatre-Museu Dalí.